# Муравьиный лев северный
Муравьиный лев северный (лат. Myrmeleon bore) — вид сетчатокрылых насекомых  из семейства муравьиных львов (Myrmeleontidae).

## Распространение
Повсеместно в северной Евразии: от Франции до южной Сибири и Дальнего Востока, включая Японию и Китай.

## Охранный статус
Внесён в Красную книгу Польши.

## Описание
Длина переднего крыла взрослых особей от 27 до 30 мм (крылья прозрачные с буровато-чёрными жилками), длина брюшка от 18 до 22 мм; усики короткие булавовидные. Личинки живут на песчаных почвах, где роют воронковидные ловчие ямки, на дне которых закапываются и поджидают добычу с открытыми челюстями.
Вид был впервые описан в 1941 году под первоначальным названием Grocus bore Tjeder, 1941.
Таксон Myrmeleon bore включён в состав рода Myrmeleon вместе с обыкновенным муравьиным львом (Myrmeleon formicarius) и Myrmeleon immanis и отнесён к трибе Myrmeleontini подсемейства Myrmeleontinae.